# Вкусно — и точка
«Вкусно — и точка» — российская сеть предприятий быстрого питания, созданная на базе сети McDonald’s после её закрытия в России в связи со вторжением России на Украину и полной продажи всего российского бизнеса предпринимателю Александру Говору. Открытие первых ресторанов сети состоялось 12 июня 2022 года.

## История
8 марта 2022 года из-за санкций, наложенных на Россию, компания McDonald’s объявила о временной остановке деятельности в России. Вместе с тем было заявлено, что сеть ресторанов продолжит выплачивать зарплаты российским работникам.

### Владелец
16 мая компания McDonald’s объявила о полном уходе из России, а также о полной продаже всего российского бизнеса предпринимателю Александру Говору с возможностью через несколько лет выкупить свои активы обратно.
Юридическое лицо осталось прежним, но было переименовано из ЗАО «Москва — Макдоналдс» в ООО «Система ПБО». Генеральный директор McDonald’s в России Олег Пароев остался на своём посту. С 1 июня 2022 года к юрлицу присоединились две региональные «дочки»: петербургское ООО «СРП» (18,4 млрд рублей) и московское ООО «ЮРП» (13 млрд рублей). В 2021 году его выручка превысила 75 млрд рублей.
Кроме того, Олег Пароев был назначен генеральным директором ООО «ДВРП» (Владивосток, 644 млн рублей), первоначально принадлежавшего Александру Говору. Основное юрлицо бывшего франчайзи ООО «Справочник» (Новокузнецк, 2 млрд рублей) сохранило прежнее руководство. Были выкуплены права на все актуальные бренды McDonald’s в России до 2035 года.
По данным израильской газеты The Times of Israel, фактическим владельцем сети «Вкусно — и точка» является сенатор от Кабардино-Балкарии Арсен Каноков. В январе 2024 года издание «Проект» опубликовало отрывок из аудиторского заключения к отчёту «Вкусно — и точка» за 2022 год, в которой доля Говора оценивается в 51 %, владельцы 49 % акций не раскрываются. При этом в документе приводится список из пяти членов совета директоров компании: Говор, его бизнес-партнёр Антон Гришин, бывший гендиректор российского McDonald’s Олег Пароев и два топ-менеджера холдинга «Синдика» Арсена Канокова.

### Открытие
9 июня сеть ресторанов опубликовала свой логотип; было объявлено, что логотип будет зелёного цвета и при этом на нём будут изображены две жёлтые линии, представляющие палочки картошки фри, а также красно-оранжевый кружок, символизирующий бургер. Среди возможных названий нового бренда были объявлены «Просто так», «Весело и вкусно», «Тот самый» и «Свободная касса». Заявки на все эти названия были зарегистрированы в Роспатенте.

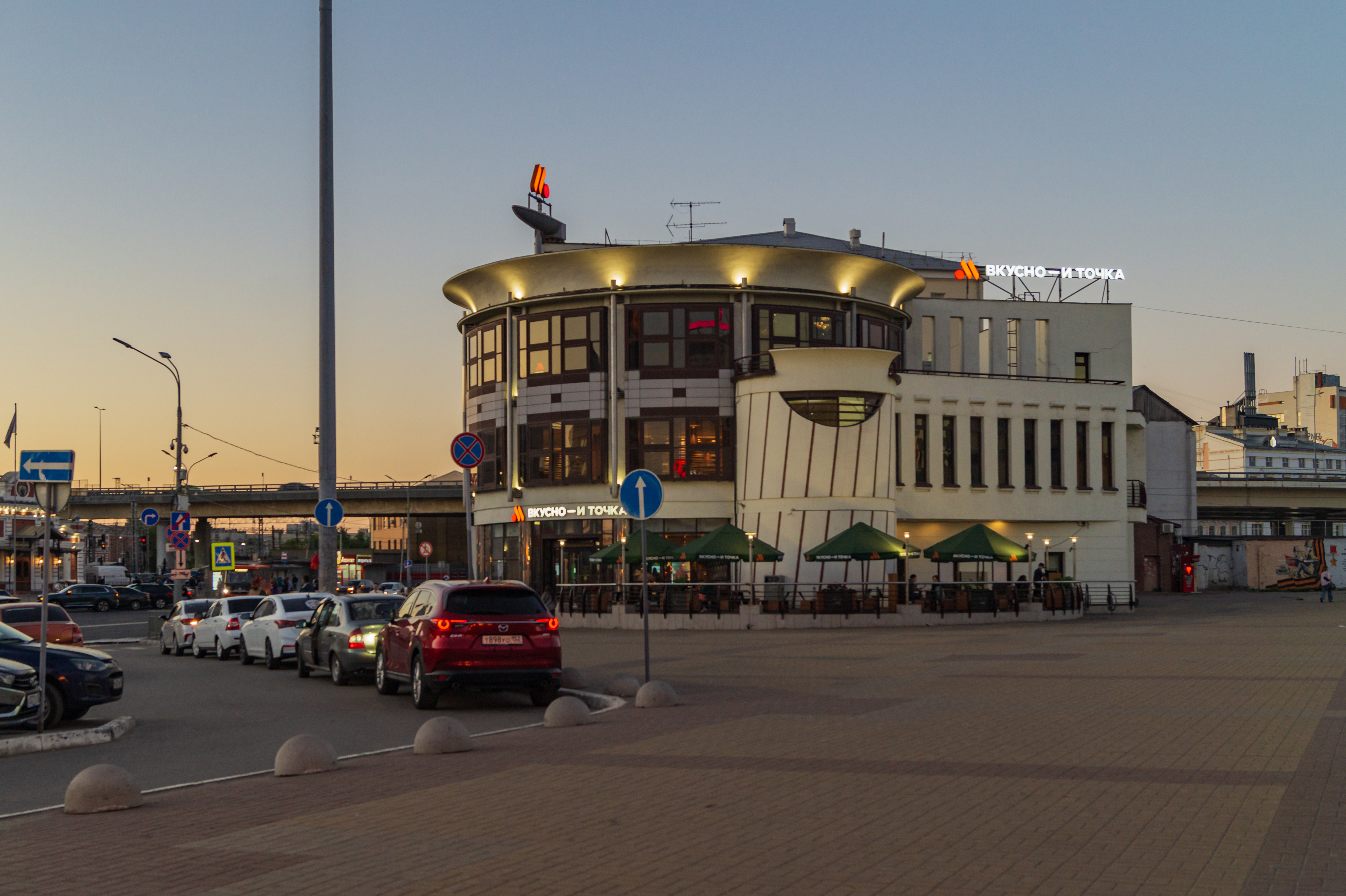
Ресторан в Нижнем Новгороде у станции метро «Московская»

12 июня в помещениях бывших ресторанов сети McDonald’s в России начали открываться аналогичные предприятия под новым брендом «Вкусно — и точка». В этот день открылись первые 15 ресторанов. 13 июня открылось ещё 50 ресторанов в Москве и Московской области. Открытие ресторанов в Санкт-Петербурге, намеченное также на 13 июня, перенесли на начало июля.

Среди первых вновь открытых заведений 12 июня 2022 года в 12:00 по московскому времени был открыт и флагманский ресторан, который находится на Пушкинской площади, путём перерезания красной ленточки под возглас: «Поехали!». Надпись на его здании гласит: «Название меняется, любовь остаётся». На открытии присутствовал мэр Москвы Сергей Собянин. По данным корреспондента «Газеты.ru», на открытии флагмана «Вкусно — и точка» собралось довольно много людей, однако «толпа далеко не такая, как в 1990 году».

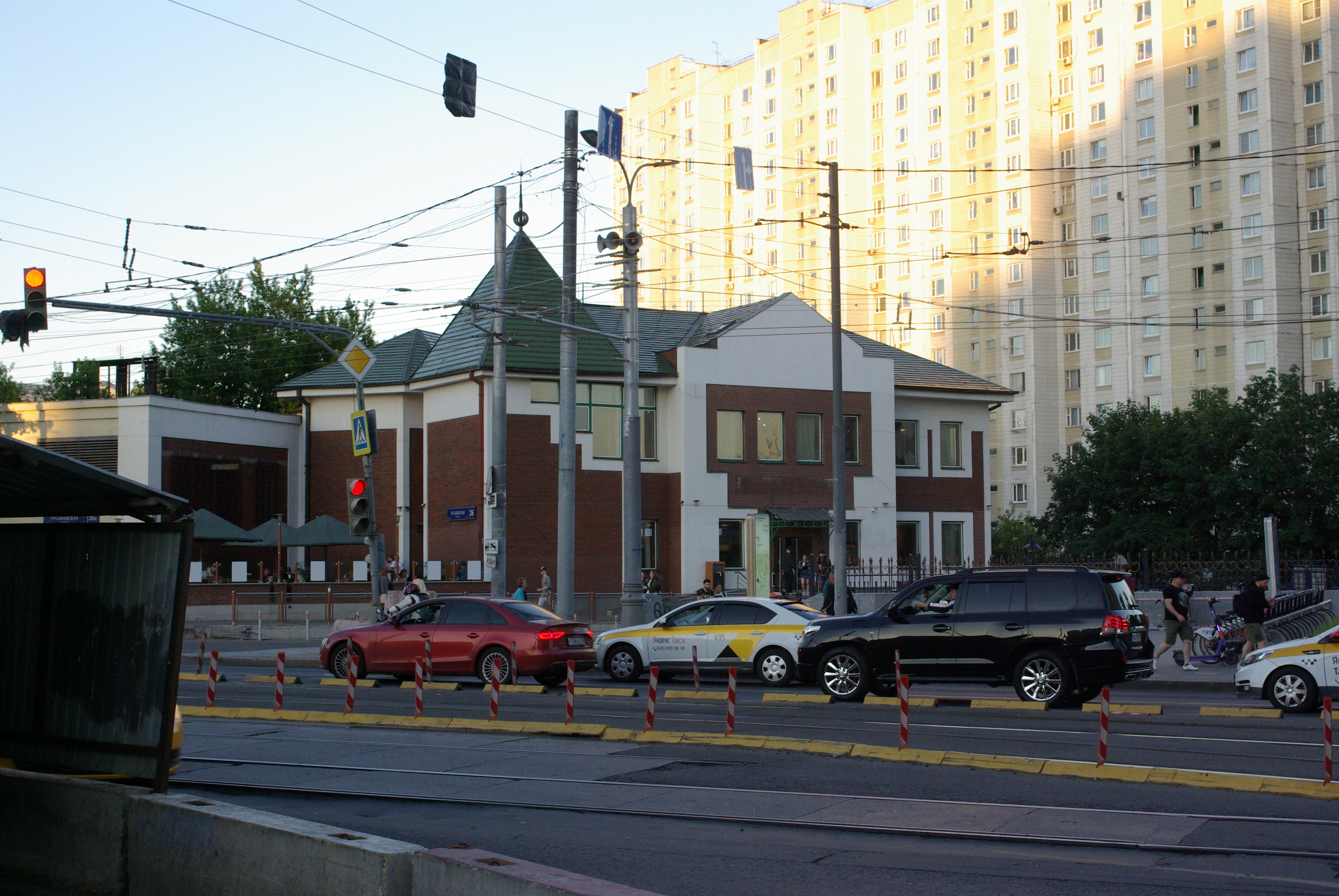
Ресторан в Сокольниках, раньше работал без вывесок

Многие заведения открылись без вывесок и названий.
15 июня появилась информация, что название ресторанов «Вкусно — и точка» будет изменено. Однако спустя некоторое время в тот же день в пресс-службе компании опровергли сообщение об изменении названия и о том, что само название сети — временное. 16 июня генеральный директор «Вкусно — и точка» Олег Пароев заявил, что компания не рассматривает другое название для своих точек быстрого питания.

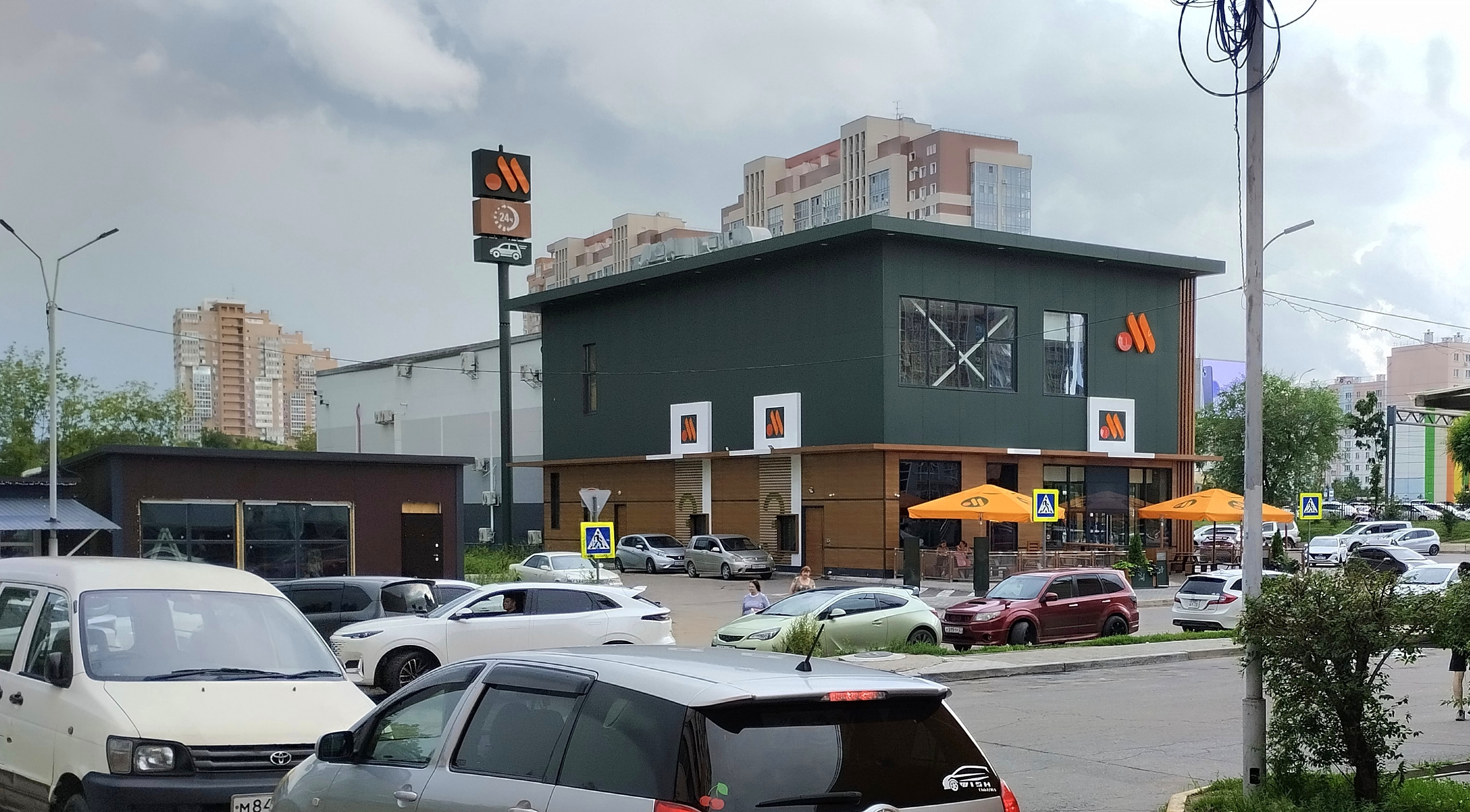
Ресторан «Вкусно и точка» в Хабаровске

1 июля «Вкусно — и точка» выпустила первую рекламу «мест, которые мы хорошо знаем». Над рекламными роликами работали рекламное агентство Leo Burnett Moscow и медиаагентство Starcom Moscow, входящие в группу «Родная речь».
2 июля появилась информация, что в сети ресторанов «Вкусно — и точка» в России начали продавать пиво — сообщалось, что посетители заметили, что в меню теперь можно заказать пиво по цене 180 рублей за 0,45 л. В тот же день пресс-служба «Вкусно — и точка» заявила, что в сети ресторанов не продаётся и не будет продаваться алкоголь и что пиво появилось только в одном ресторане, который находится на Ленинградском вокзале и принадлежит другим франчайзерам — ООО «Развитие Рост».
На ноябрь 2022 года сеть фастфуда насчитывала 830 точек, была представлена в 62 субъектах РФ.
По итогам 2022 года компания получила 11,3 миллиарда рублей убытка.
По итогам 2023 года компания получила чистую прибыль в размере 14,2 миллиарда рублей.

### В других странах
- Республика Беларусь. В ноябре 2022 года было объявлено, что McDonald’s уходит из страны 22 ноября, и на его место придёт российская сеть быстрого питания «Вкусно — и точка», но этого не произошло, и деятельность McDonald’s была продлена до 27 ноября 2022 года[43], с того момента рестораны работали под вывеской «Мы открыты!». В начале апреля 2023 года компания «КСБ Виктори Рестораны» (управляла McDonald’s в стране) подала заявку на регистрацию названия и товарного знака «Mak.by»[44]. 18 апреля 2023 года сеть ресторанов была переименована в «Mak.by»[45].
- Казахстан. «Вкусно — и точка» не может работать под своим брендом в Казахстане из-за условий договора с McDonald’s[46]. 16 января 2023 года, вскоре после ухода McDonald’s с казахстанского рынка, стало известно, что российская сеть подала заявку на регистрацию бренда в Казахстане[47]. Однако изменения названия на «Вкусно — и точка» так и не произошло. Более полугода рестораны работали под вывесками «Мы открыты» (как до этого было в Беларуси). Позже, в августе, точки сети изменили вывески на «Мен (имя)». Имена принадлежали лучшим работникам каждого ресторана. 23 ноября 2023 года компания «TOO Food Solutions KZ» (ранее управляла McDonald’s в Казахстане) объявила о новом бренде «I’m» («I’m feel-good restaurants»), под которым будут работать рестораны в стране.

Частично признанные страны 
- Республика Абхазия. Франшиза компании «Вкусно — и точка» уже приобретена в Абхазии, сеть планировалось развернуть в частично признанной республике в 2023 году, но этого не случилось, так как рестораны могут открыться только после получения разрешения от McDonald’s. Согласование с американской корпорацией необходимо, поскольку в настоящий момент территория Абхазии для большинства стран мира является частью Грузии, где уже работают заведения McDonald’s[48].

## Меню
По словам генерального директора сети Олега Пароева, на начальном этапе открытия ресторанов из-за проблем с логистикой и упаковкой изначально будут доступны не все ранее известные блюда. По его словам, в меню ресторана пока не будет бургеров «Биг Мак» и мороженого «МакФлурри» в привычном виде из-за «стойкой ассоциации с брендом „Макдоналдс“». Подобное произошло с бургером «Биг Тейсти», который вернулся в меню, но уже под другим названием — «Биг Спешиал». Новое меню также будет безалкогольным, но компания адаптирует вкусы в зависимости от региона. По словам менеджера по качеству Александра Меркулова, блюда содержат те же ингредиенты и готовятся на том же оборудовании, что и в ресторанах «Макдоналдс», но подаются в другой упаковке.
Меню обновлённой сети ресторанов осталось прежним, но были изменены названия блюд — из них убрана приставка «Мак». Некоторые другие привычные позиции остались в меню: «Чизбургер» и «Двойной Чизбургер», бургеры: «Гранд», «Двойной Гранд», «Гранд Де Люкс», «Фишбургер», «Чикенбургер», «Чикен премьер», «Цезарь Ролл», а также: картофель фри, наггетсы, стрипсы, креветки и куриные крылышки. Спустя время вернулись некоторые позиции: «Биг Спешиал» — бывший «Биг Тейсти», «Чикен Хит» — бывший «Макчикен», «Айс Де Люкс» — бывший «Макфлурри». Из десертов клиентам доступны пирожок с вишней, вафельный рожок, мороженое с начинками, молочный коктейль и яблочное пюре. 11 августа заработали аналоги «МакКафе».
Изменилась и цветовая гамма упаковок еды. Набор с игрушкой «Хэппи Мил» продаются под названием «Кидз Комбо» с развивающими книгами вместо игрушек. Есть возможность сделать заказ на пяти иностранных языках: английском, таджикском, узбекском, киргизском и китайском.
Цены на еду варьируются от 49 рублей за вафельный рожок до 436 рублей за «Двойной Биг Спешиал Комбо». Цены на напитки варьируются от 55 рублей за чай до 209 рублей за кокосовый флэт уайт. По сообщению корреспондента газеты «Аргументы и факты» Владимира Полупанова, цены в обновлённой сети ресторанов выросли примерно на 10 %.
Из-за недостаточного количества нужных сортов картофеля в России и отказа иностранных производителей поставлять свою продукцию в некоторых ресторанах сети «Вкусно — и точка» первое время отсутствовал картофель фри.
С 15 сентября 2022 года вместо напитков «Coca-Cola», «Fanta» и «Sprite» продаются аналогичные напитки под брендом «Добрый», который также принадлежит The Coca-Cola Company.
20 сентября компания представила новый дизайн упаковки для картофеля фри, бургеров и других продуктов. Дизайн разработала группа «Родная речь», придумавшая логотип «Вкусно — и точка».
27 февраля 2023 года в меню ресторана появился бургер «Биг Хит» — аналог «Биг Мака».

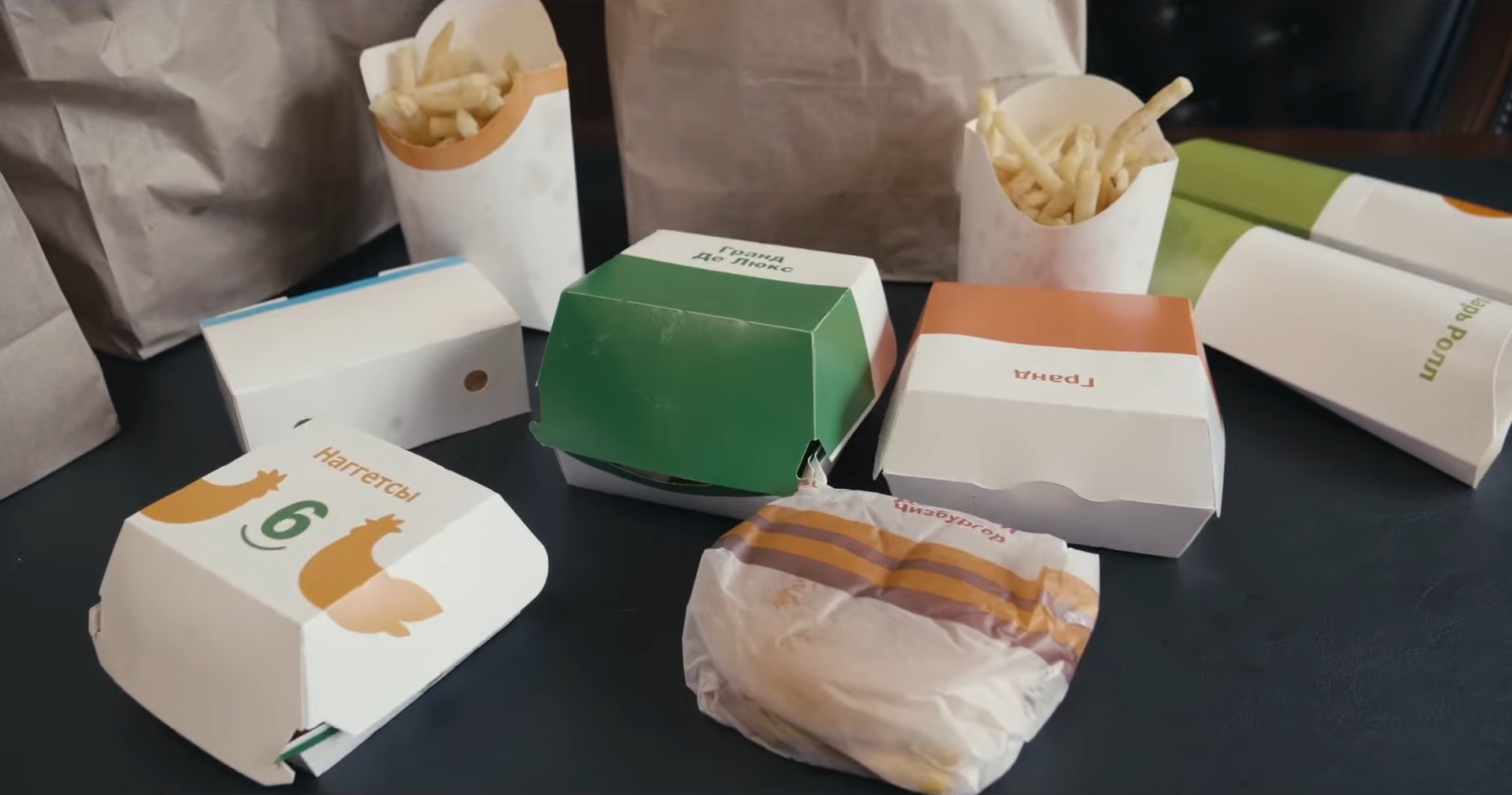
Еда в упаковках
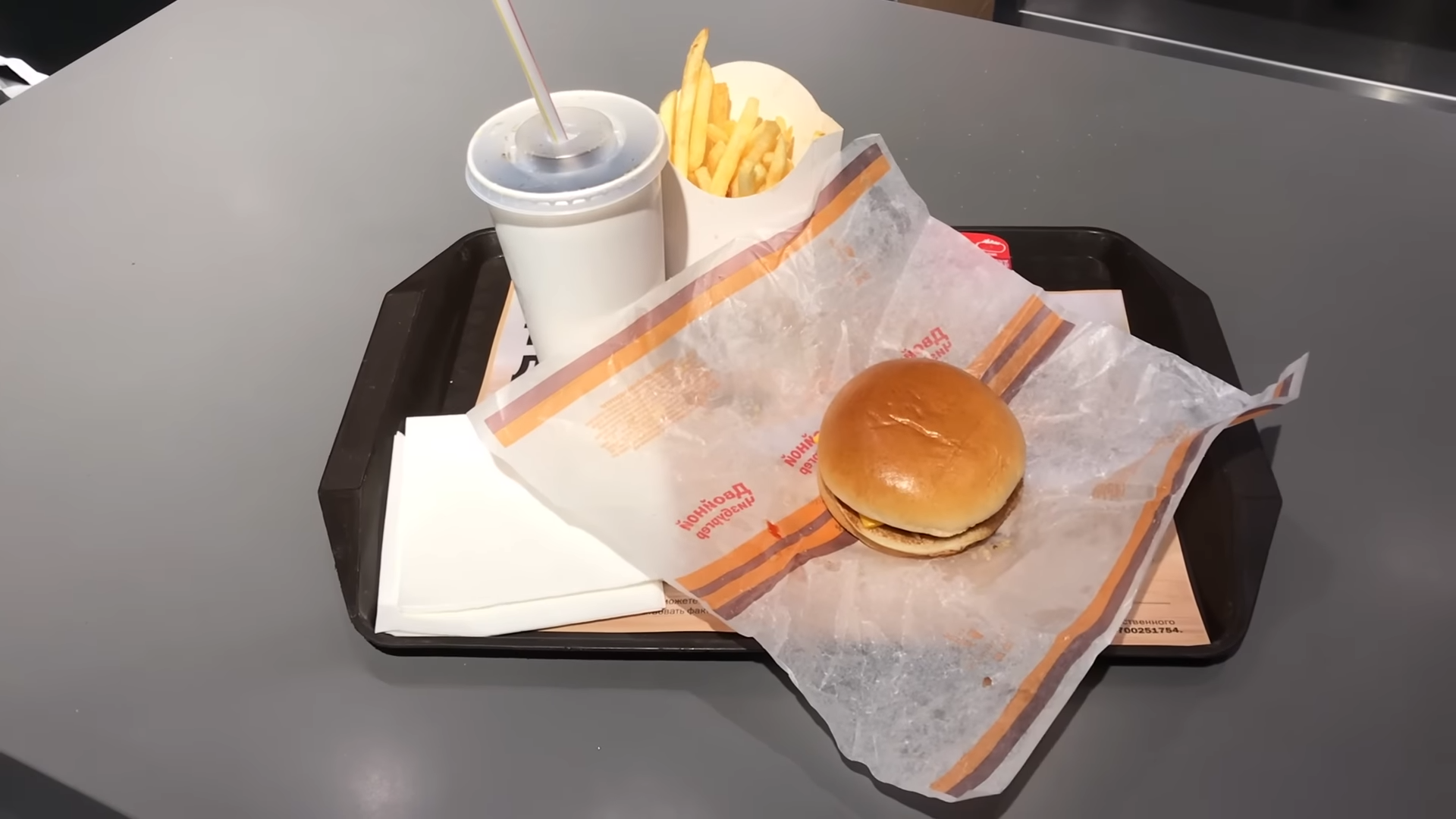
Бургер, картофель фри и напиток
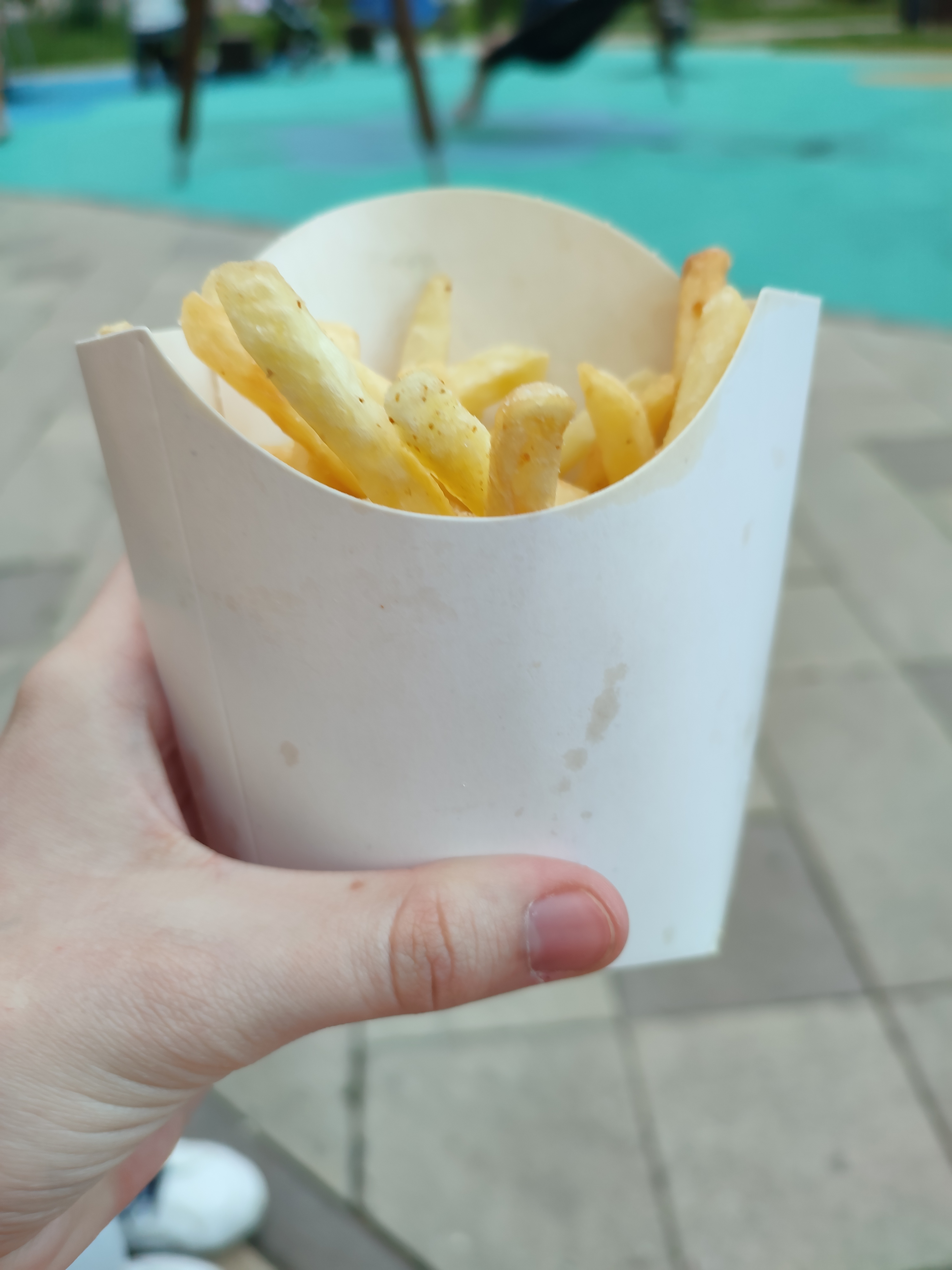
Картофель фри
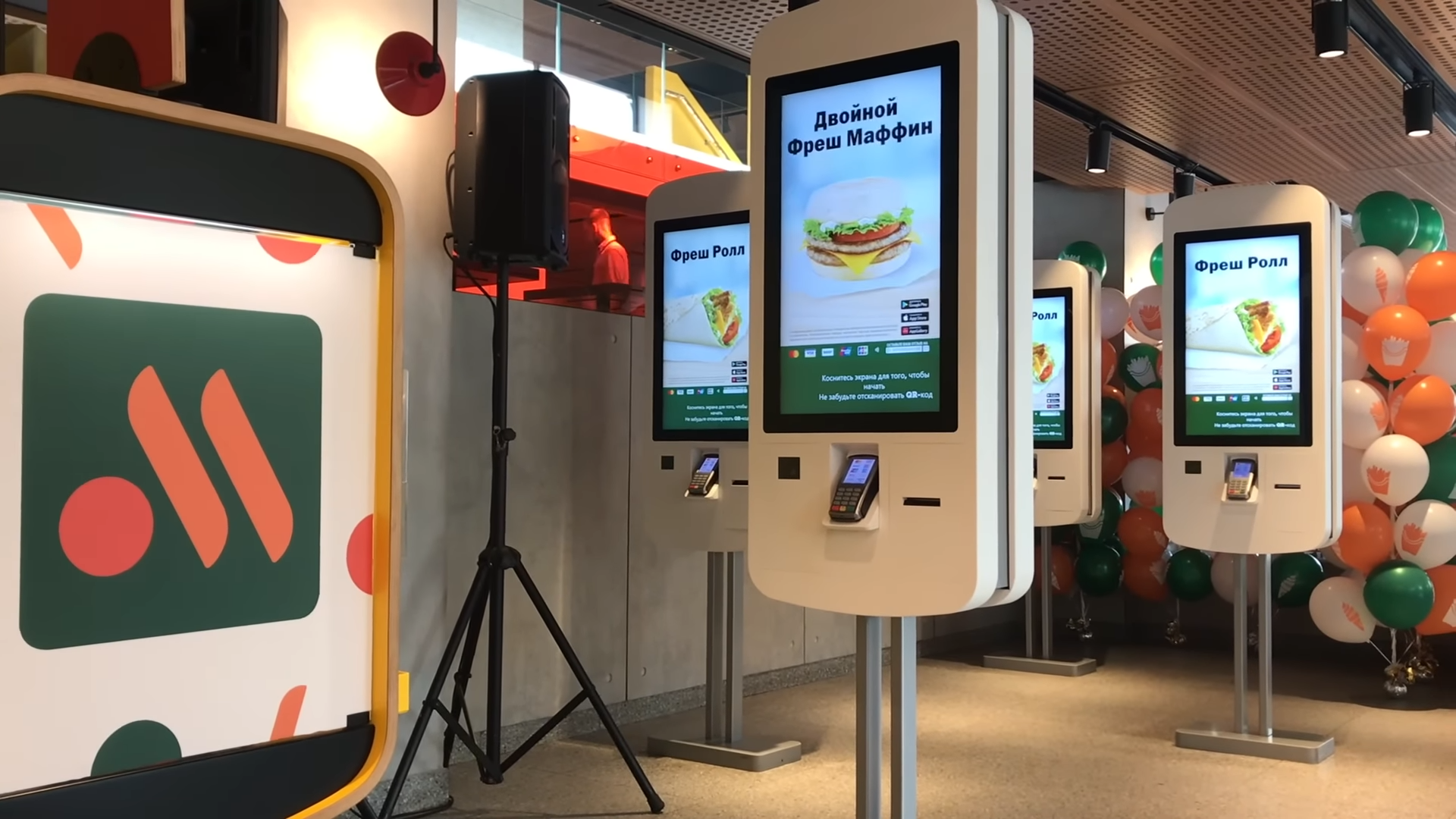
Терминалы
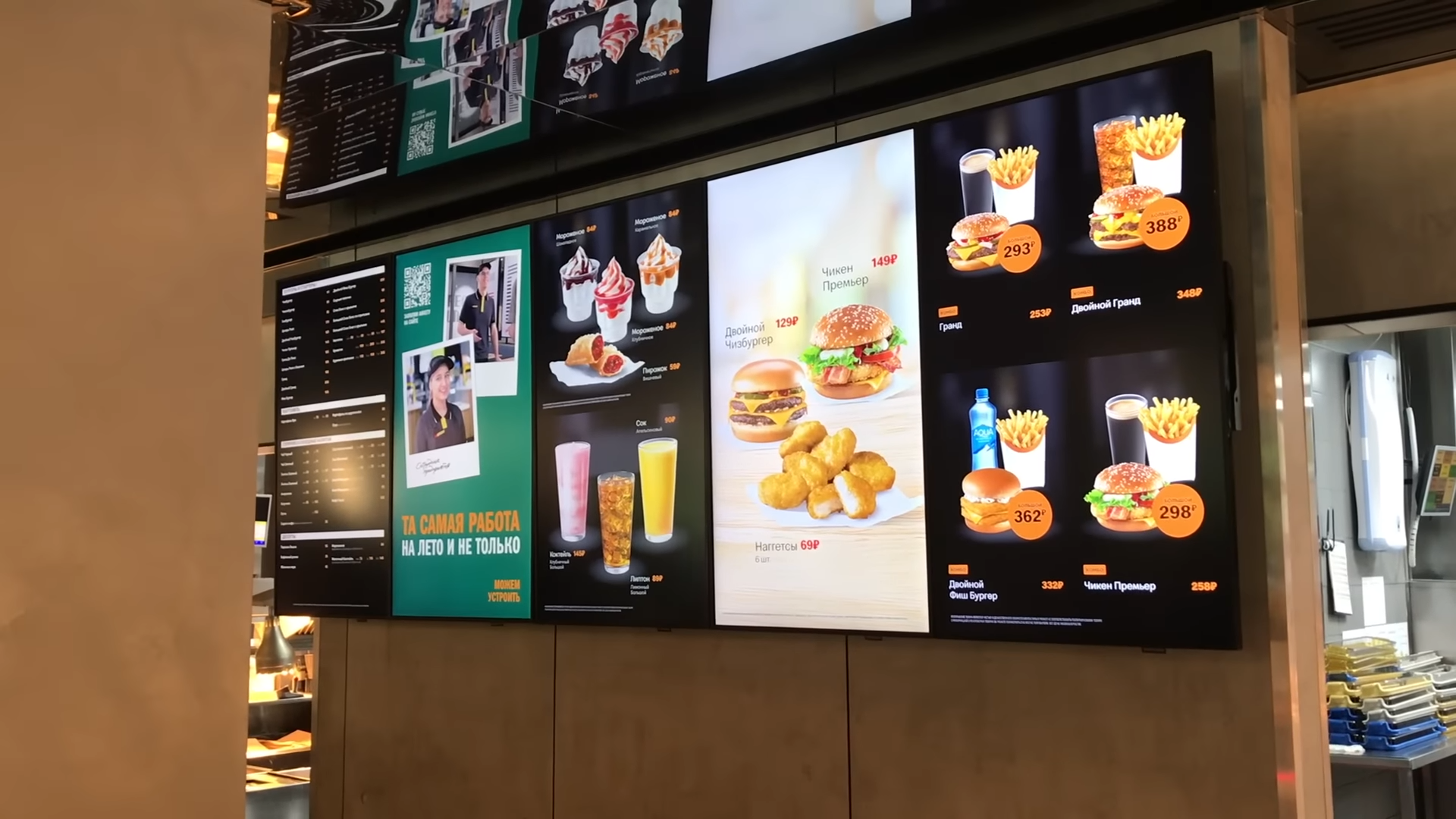
Анимированное меню

## Фудтрак
В мае 2025 года «Вкусно — и точка» совместно с компанией MOBITRUCK запустили мобильную версию предприятия общественного питания на базе передвижного фудтрака. Комплекс состоит из двух соединённых трейлеров общей площадью 40 м², которые можно оперативно перемещать в различные локации, включая те, где установка стационарных объектов затруднена или невозможна.
В ассортимент мобильного фудтрака входит сокращённое меню: бургеры и роллы с говядиной и курицей, порции картофеля фри (средние и большие), куриные стартеры, пирожки, соусы, а также холодные и горячие напитки.

## Критика

### Логотип и название
С начала открытия сети ресторанов многим пользователям социальных сетей ВКонтакте и Twitter не понравилось название «Вкусно — и точка». По мнению члена совета «Гильдии маркетологов» Николая Григорьева, название сети ресторанов быстрого питания не приживётся среди потребителей; он полагает, что в скором времени сеть может быть переименована из-за неудобства названия:
Это длинное название. Представьте себе, что один молодой человек говорит другому: «Пойдём во „Вкусно и точку“». Здесь простейший аналог — это Сбер. Взяли и сократили, а точнее, официально ввели в оборот.
По словам маркетолога, старое название «Макдоналдс» скоро исчезнет из лексикона российских потребителей, и, чтобы не произносить длинное словосочетание, клиенты сети придумают своё.
Логотип, представленный 9 июня, также подвергся критике. Пользователи Интернета отметили его сходство с сетью отелей Marriott, работающей в России; также заявлялось, что логотип сети выглядит как «логотип отеля Marriott, скрещённый с флагом Бангладеш». 13 июня появились сообщения, что логотип «Вкусно — и точка» является минимальной переделкой логотипа португальского бренда кормов для животных «Matosmix».
15 июня руководитель действующей в Приморском крае сети пит-стопов «Еда и точка» Сергей Понкратов обвинил новую сеть в плагиате и решил подать на неё в суд с требованием сменить название. Он утверждал, что бренд «Вкусно — и точка» явно пересекается и лишает уникальности и узнаваемости его торговую марку «Еда и точка», работающую с 2018 года.
16 июня 2022 года директор по маркетингу Brand Analytics Василий Чёрный объяснил, что основной причиной проблем с брендингом «Вкусно — и точка» стало ограничение во времени до открытия сети:
Возможно, и не вкладывались такие силы, которые необходимы для того, чтобы действительно проработать все вещи. Было понятно, что в этот срок все равно не успеют проработать. Было бы очень правильно взять некоторую паузу. Ситуация будет такова, что все договорятся — нужен новый ребрендинг, нужен новый нейминг, но на это дадут время. И за это время разрабатывается что-то более серьезное, которое не только нормально пройдет проверку патентной чистоты, но и будет воспринято и аудиторией, и населением как-то иначе — не так, как в этот раз произошло. Вывески пока заменены в ограниченном числе ресторанов. Я не думаю, что это большие траты. Это не трагедия.

### Проблемы с качеством еды
3 июля 2022 года в СМИ появилась информация, что посетительница одного из ресторанов «Вкусно — и точка» московского района Хорошёво-Мнёвники пожаловалась на бургер с плесенью. В пресс-службе сети ресторанов сообщили, что уже начали выяснять, как заплесневевшая булка могла попасть на кухню, и добавили, что связались с производителем для выяснения всех обстоятельств произошедшего.
4 июля в Telegram-канале Ксении Собчак «Кровавая барыня» появилась информация о том, что в ресторане сети на Арбате «к картошке дают просроченные сырные соусы на один день». Пресс-служба «Вкусно — и точка» в ответ заявила, что все соусы были перепроверены и просроченный товар был снят с продажи. Также неподалёку от станции метро Алтуфьево произошёл ещё один случай, связанный с продукцией сети ресторанов: булки, лежавшие в лотке на улице, начали клевать вороны, голуби и воробьи. В ответ на это пресс-служба «Вкусно — и точка» заявила, что мужчина специально насыпал корм для птиц возле ресторана, а также заявила о снятии на видео процесса разгрузки товара и списании всех лотков с булками. Пользователи Твиттера также начали жаловаться на то, что в бургерах «Вкусно — и точка» находят лапки и части насекомых.
5 июля член совета Гильдии маркетологов Николай Григорьев назвал проблемы данной сети ресторанов «болезнью российского бизнеса».